# Lithornithiformes
I Litornitiformi (Lithornithiformes, Houde, 1988) sono un ordine dei primi uccelli paleognati, conosciuti dai resti fossili rinvenuti in Nord America ed Europa e risalenti a un periodo che va dall'alto Paleocene fino al medio Eocene. 

## Descrizione

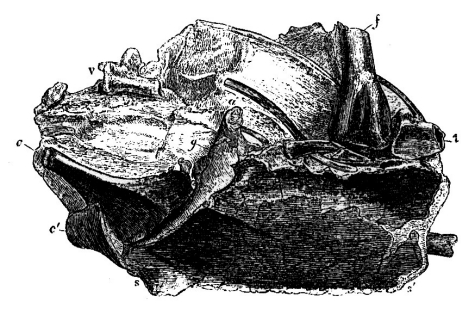
L'olotipo Lithornis vulturinus in una incisione del 1846

I litornitidi, assai simili al moderno tinamo, possedevano un cranio "rincocinetico" (con ossa relativamente non fuse e quindi mobili) e uno spleniale, becchi lunghi e affusolati per scandagliare, un pigostilo (osso della coda) debolmente fuso, e avevano uno sterno carenato molto sviluppato. I membri più piccoli del genere Lithornis e della specie Pseudocrypturus cercanaxius erano ottimi volatili; quelli dell'ordine Paracathartes, invece, per il loro peso dovevano essere volatori occasionali. Gli artigli, più ricurvi che nel tinamo, presumibilmente consentivano una migliore presa sui rami.

## Tassonomia
L'ordine include tre generi:
- Lithornis
- Paracathartes
- Pseudocrypturus

Esistono otto specie che rientrano in questi generi.
Il genere Promusophaga (Harrisson & Walker, 1977) potrebbe appartenere ai Litornitiformi.